# 黑鳞远轴鳞毛蕨
黑鳞远轴鳞毛蕨（学名：Dryopteris namegatae）为鳞毛蕨科鳞毛蕨属下的一个种。